# Hydrochasma
Hydrochasma is een vliegengeslacht uit de familie van de oevervliegen (Ephydridae).

## Soorten
- H. buccata (Cresson, 1930)
- H. facialis (Williston, 1896)
- H. incisa (Coquillett, 1902)
- H. leucoprocta (Loew, 1861)